# Similosodus papuanus
Similosodus papuanus là một loài bọ cánh cứng trong họ Cerambycidae.